# Bulbophyllum plumatum
Bulbophyllum plumatum là một loài phong lan thuộc chi Bulbophyllum.